# Greyout

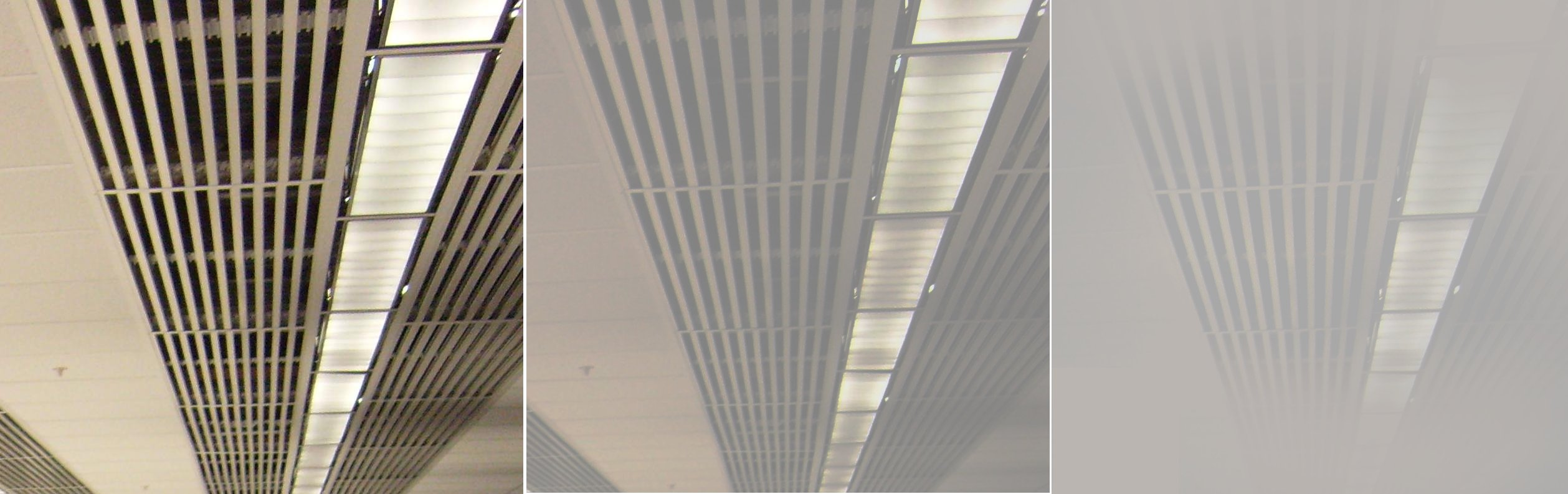
Simulierte Stadien eines Greyout

Mit Greyout wird in der Flugmedizin die Vorstufe des Blackout bezeichnet. Dies kommt bei Piloten in der Fliegerei und bei Personen, die an Beschleunigungsversuchen in Zentrifugen teilnehmen, vor.
Während der Einwirkung der Beschleunigung auf den Körper wird das Gehirn durch das Absacken des Blutes nicht mehr ausreichend mit Sauerstoff versorgt und es kommt zu einer Einengung des Blickfeldes (Tunnelblick) sowie einer Eintrübung des farblichen Sehens. Das Bewusstsein und die Handlungsfähigkeit werden jedoch noch nicht beeinflusst. Wirkt die Beschleunigung weiter, so folgt mit dem Blackout eine plötzlich einsetzende, kurz andauernde Bewusstlosigkeit. Durch das richtige Anwenden der Pressatmung können trainierte Piloten den Greyout bzw. Blackout hinauszögern. Der Greyout beginnt ab etwa 4 bis 6 g, je nach körperlicher Verfassung des Piloten. Nach dem Beenden der Beschleunigung erholt sich der Körper innerhalb weniger Sekunden.